# Campbell County (Kentucky)
Das Campbell County ist ein County im Bundesstaat Kentucky der Vereinigten Staaten. Das U.S. Census Bureau hat bei der Volkszählung 2020 eine Einwohnerzahl von 93.076 ermittelt.
Die Verwaltungssitze (County Seat) sind Alexandria und Newport, und die größte Stadt ist Fort Thomas.

## Geographie
Das County liegt im Nordosten von Kentucky, grenzt an den Bundesstaat Ohio – getrennt durch den Ohio River – und hat eine Fläche von 413 Quadratkilometern, wovon 20 Quadratkilometer Wasserfläche sind. Es grenzt in Kentucky im Uhrzeigersinn an das Pendleton County und das Kenton County. Das County ist Teil der Metropolregion Cincinnati.

## Geschichte
Das Campbell County wurde am 17. Dezember 1794 aus Teilen des Harrison County, Mason County und Scott County gebildet. Benannt wurde es nach Colonel John Campbell, einem Offizier im Unabhängigkeitskrieg.

## Historische Sehenswürdigkeiten
- In Melbourne findet sich das 1983 im NRHP aufgenommene historische, von deutschen Einsiedlern errichtete Tiemeyer House.
- Ebenfalls im Rahmen der deutschen Siedler dieses Gebiets, findet sich das 1880 von Peter Kort errichtete Kort Grocery.[5]

Insgesamt sind 59 Bauwerke und Stätten des Countys im National Register of Historic Places eingetragen (Stand 6. September 2017).

## Demografische Daten

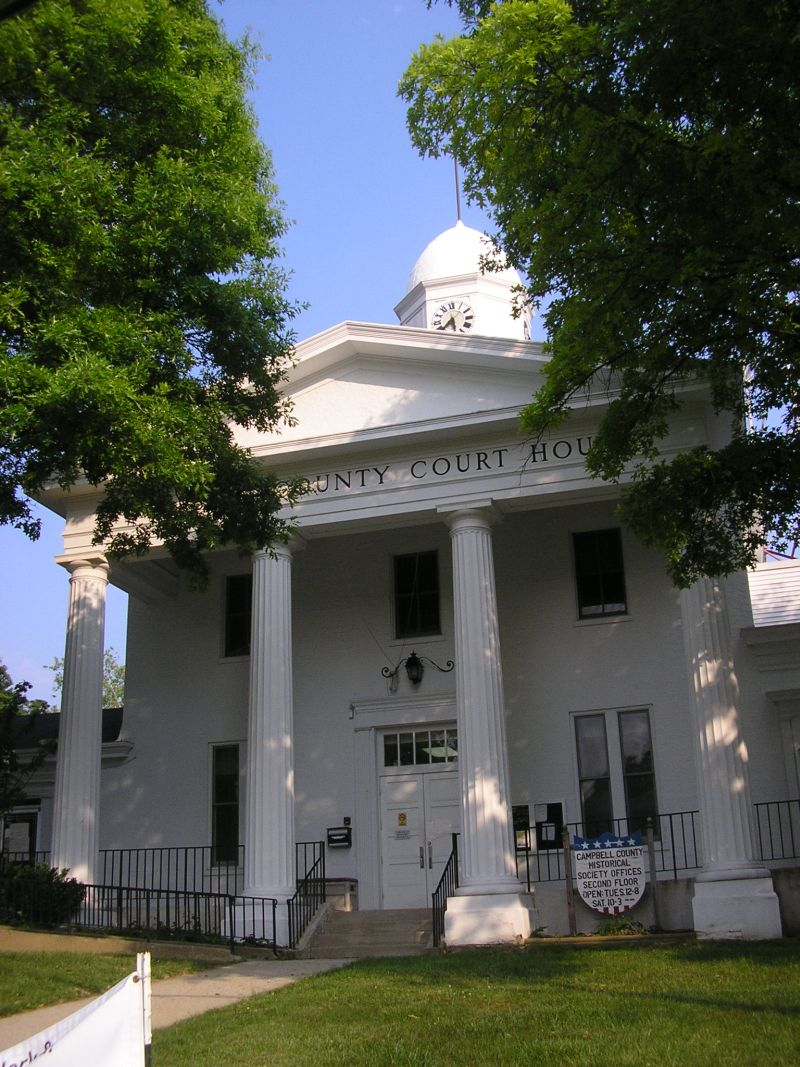
Bezirksgericht des Campbell Countys in Louisville

Nach der Volkszählung im Jahr 2000 lebten im Campbell County 88.616 Menschen in 34.742 Haushalten und 23.103 Familien. Die Bevölkerungsdichte betrug 226 Einwohner pro Quadratkilometer. Ethnisch betrachtet setzte sich die Bevölkerung zusammen aus 96,64 Prozent Weißen, 1,57 Prozent Afroamerikanern, 0,17 Prozent amerikanischen Ureinwohnern, 0,54 Prozent Asiaten, 0,01 Prozent Bewohnern aus dem pazifischen Inselraum und 0,31 Prozent aus anderen ethnischen Gruppen; 0,76 Prozent stammten von zwei oder mehr Ethnien ab. 0,86 Prozent der Bevölkerung waren spanischer oder lateinamerikanischer Abstammung.
Von den 34.742 Haushalten hatten 32,5 Prozent Kinder und Jugendliche unter 18 Jahre, die bei ihnen lebten. 50,3 Prozent waren verheiratete, zusammenlebende Paare, 12,3 Prozent waren allein erziehende Mütter, 33,5 Prozent waren keine Familien, 28,6 Prozent waren Singlehaushalte und in 9,9 Prozent lebten Menschen im Alter von 65 Jahren oder darüber. Die Durchschnittshaushaltsgröße betrug 2,49 und die durchschnittliche Familiengröße lag bei 3,09 Personen.
Auf das gesamte County bezogen setzte sich die Bevölkerung zusammen aus 25,6 Prozent Einwohnern unter 18 Jahren, 9,8 Prozent zwischen 18 und 24 Jahren, 30,6 Prozent zwischen 25 und 44 Jahren, 21,3 Prozent zwischen 45 und 64 Jahren und 12,6 Prozent waren 65 Jahre alt oder darüber. Das Durchschnittsalter betrug 35 Jahre. Auf 100 weibliche Personen kamen 93,2 männliche Personen. Auf 100 Frauen im Alter von 18 Jahren alt oder darüber kamen statistisch 89,1 Männer.
Das jährliche Durchschnittseinkommen eines Haushalts betrug 41.903 USD, das Durchschnittseinkommen der Familien betrug 51.481 USD. Männer hatten ein Durchschnittseinkommen von 37.931 USD, Frauen 27.646 USD. Das Prokopfeinkommen betrug 20.637 USD. 7,3 Prozent der Familien und 9,3 Prozent der Bevölkerung lebten unterhalb der Armutsgrenze. Davon waren 12,2 Prozent Kinder oder Jugendliche unter 18 Jahre und 7,9 Prozent waren Menschen über 65 Jahre.

## Orte im County
- Alexandria
- Aspen Grove
- Bellevue
- Brent
- California
- Camp Springs
- Carthage
- Claryville
- Clifton
- Cold Spring
- Crestview
- Dayton
- Flagg Spring
- Fort Thomas
- Grants Lick
- Gubser Mill
- Hawthorne
- Highland Heights
- Kohler
- Melbourne
- Mentor
- Newport
- Oneonta
- Persimmon Grove
- Ross
- Silver Grove
- Southgate
- Wilder
- Woodlawn